# Лафейетт (округ, Миссисипи)
Округ Лафейетт (англ. Lafayette County) — округ штата Миссисипи, США. Население округа на 2000 год составляло 38744 человек. Административный центр округа — город Оксфорд.

## История
Округ Лафейетт основан в 1836 году. Назван в честь участника Войны за независимость США маркиза де Ла Файета.

## География
Округ занимает площадь 1634.3 км2.

## Демография
Согласно переписи населения 2000 года, в округе Лафейетт проживало 38744 человек (данные Бюро переписи населения США). Плотность населения составляла 23.7 человек на квадратный километр.